# Філ Г'юз
Філ Г'юз (англ. Phil Hughes, нар. 19 листопада 1964, Белфаст) — північноірландський футболіст, що грав на позиції воротаря. По завершенні ігрової кар'єри — тренер воротарів.
Виступав, зокрема, за клуби «Лідс Юнайтед» та «Віган Атлетік», а також національну збірну Північної Ірландії, у складі якої був учасником чемпіонату світу 1986 року.

## Клубна кар'єра
Народився 19 листопада 1964 року в місті Белфаст. Розпочав займатись футболом в команді «Бернлі». Вихованець футбольної школи клубу «Манчестер Юнайтед», в академії якого перебував з 1981 року, після закінчення школи. У сезоні 1981/82 молодіжна команда «червоних дияволів» вийшла до фіналу Молодіжного Кубка Англії. Г'юз зіграв в обох матчах, але команда зазнала підсумкової поразки 6:7 від «Вотфорда». Незважаючи на це, молодий воротар не зміг отримати професійний контракт у манчестерському клубі і в січні 1983 року підписав угод з клубом Другого дивізіону «Лідс Юнайтед».
У новій команді Філ Г'юз став дублером воротаря збірної Шотландії Девіда Гарві, тому до кінця сезону 1982/83 років не зіграв жодної гри, а у наступному розіграші він з'явився лише у двох іграх першої команди. У сезоні 1984/85 він зіграв чотири матчі чемпіонату та один в Кубку Англії.
Г'юз покинув «Лідс Юнайтед» влітку 1985 року і перейшов до клубу Третього дивізіону «Бері», де одразу став основним воротарем. Він зіграв понад 50 ігор протягом сезону 1985/86 і допоміг команді посісти 20-е місце і не понизитись у класі, а у наступному сезоні він зіграв 32 матчі чемпіонату, перш ніж серйозна травма плеча змусила достроково завершити сезон. Після травми Г'юз знову став основним воротарем на новий сезон, але у листопаді 1987 року за £35 000 приєднався до суперника з Третього дивізіону «Віган Атлетік». Відіграв за клуб з Вігана наступні чотири сезони своєї ігрової кар'єри. Більшість часу, проведеного у складі «Віган Атлетік», був основним голкіпером команди, провівши 99 ігор у чемпіонаті.
1991 року нетривалий час Г'юз перебував у клубі «Рочдейл», за який так і не дебютував, і незабаром приєднався до клубу Четвертого дивізіону «Скарборо». Він зіграв 21 матч за клуб в усіх турнірах, після чого його кар'єра закінчилася передчасно, коли він отримав чергову травму плеча і був змушений завершити професіональну кар'єру віці 26 років. Після відновлення від травми, він на короткий час грав напівпрофесійний футбол за клуб Північної Прем'єр-ліги «Гайзлі».

## Виступи за збірну
Не зігравши жодного матчу у складі національної збірної Північної Ірландії, Г'юз був включений до заявки команди на чемпіонат світу 1986 року у Мексиці. Там Філ був дублером Пета Дженнінгса, тому теж на поле не виходив, а його команда не подолала груповий етап.
15 жовтня 1986 року дебютував в офіційних матчах у складі збірної у відбірковому матчі до чемпіонату Європи 1988 року з Англією (0:3) на «Вемблі». У своїй другій грі за збірну він зберіг свої ворота «сухими», коли команда зіграла внічию 0:0 на виїзді з Туреччиною в тій же кваліфікації. А свій останній третій матч за збірну провів 18 лютого 1987 року, коли команда зіграла внічию 1:1 з Ізраїлем у товариському матчі.

## Кар'єра тренера
Свою першу тренерську роботу розпочав у своїй колишній команді, «Лідс Юнайтед», де став тренером воротарів, в тому числі тренуючи майбутнього воротаря збірної Англії Скотта Карсона. Пізніше Г'юз перейшов до «Грімсбі Тауна», де працював із воротарем збірної Уельсу Денні Койном, а 2004 року став тренером воротарів у «Бернлі», де теж працював із Койном і допоміг команді отримати підвищення до англійської Прем'єр-ліги в 2009 році.
У січні 2010 року Г'юз разом за головним тренером команди Оуеном Койлом перейшов до клубу Прем'єр-ліги «Болтон Вондерерз», де працював до звільнення Койла у 2012 році.
Влітку 2013 року приєднався до клубу «Віган Атлетік» незабаром після того, як Койл був призначений на посаду головного тренера цієї команди. Після звільнення Койла Г'юз залишився у команді і працював у штабі його наступника Уве Реслера і покинув команду у червні 2014 року, а з початку 2015 року знову працював у штабі Койла в американському «Х'юстон Динамо», після чого 2016 року знову разом із Койлом Г'юз приєднався до «Блекберн Роверз» на посаду тренера воротарів, але вже у лютому 2017 року увесь тренерський штаб покинув клуб.
2018 року став тренером воротарів і помічником головного тренера Джеймі Фуллартона у «Галіфакс Таун».